# Валтер II фон Файминген
Валтер II фон Файминген (на немски: Walter II von Faimingen; † сл. 1272) е господар на Файминге, днес част от град Лауинген на Дунав в Баварска Швабия.

## Произход, управление и наследство
Той е син на Улрих фон Файминген и Хедвигис. Внук е на Валтер I фон Файминген († сл. 1227), който е първи братовчед на Алберт фон Хюрнхайм († сл. 1240).
Валтер II фон Файминген основава през 1251 и дарява на 2 май 1260 г. манастир Обермедлинген в Медлинген, Швабия, в който влизат 15 доминиканки.
Понеже господарите фон Файминген изчезват по мъжка линия, Файминген е наследен от дъщеря му Аделхайд, омъжена за Хайнрих „Шпет фон Щайнхарт“, който от 1267 г. се нарича „Шпет фон Файминген“. През 1282 г. собствеността на фамилията Шпет е разделена на две линии, едната отива към Файминген на Дунав, част от днешния град Лауинген в Бавария. Фридрих I Шпет фон Файминген е епископ на Аугсбург от 1309 до 1331 г. Фамилията измира през 1339 г. По-късно в селото се построява дворец и замъкът се изоставя.

## Фамилия
Първи брак: с Аделхайд фон Гунделфинген († 1269), сестра на Андреас фон Гунделфинген († 1313), епископ на Вюрцбург (1303 – 1313), дъщеря на Улрих II фон Гунделфинген-Хеленщайн († 1280) и Аделхайд фон Албек († пр. 1279), дъщеря на Зибото фон Албек († сл. 1220). Те имат една дъщеря:
- Аделхайд фон Файминген († сл. 1263), омъжена за Хайнрих Шпет фон Щайнхарт, господар на Файминген († между 29 октомври 1304 – 19 октомври 1313); тяхна дъщеря е майка на:
  - Марквард I фон Хагел († 8 февруари 1324), княжески епископ на Айхщет (1322 – 1324)

Втори брак: с Аделхайд фон Фалкенщайн. Бракът е бездетен.